# Sztandar procesyjny (Niccolò di Liberatore)

Fragment sztandaru

Sztandar procesyjny (wł. gonfalone della peste) – malowany sztandar autorstwa włoskiego artysty renesansowego Niccola di Liberatore z XV w., noszony w czasie epidemii.

## Historia
Pracownia Niccola di Liberatore w Foligno wykonywała przedmioty kultu, które spotyka się na terenie Umbrii i Marchii Ankońskiej. Istnienie sztandaru i przypisanie autorstwa zostało zanotowane w 1568 przez włoskiego historiografa sztuki Giorgia Vasariego w Żywotach najsławniejszych malarzy, rzeźbiarzy i architektów. Malowany sztandar, przechowywany obecnie w Priesterhaus w Kevelaer, pochodzi z dolnego kościoła Bazyliki św. Franciszka w Asyżu. Używany był podczas procesji w czasach zarazy. Na sztandarze artysta przedstawił: Chrystusa w chwale z Aniołami, Maryję Pannę, św. Franciszka, Klarę, Sebastiana, Rufina, Wiktoryna i Rocha. W dolnej części namalowana została panorama Asyżu, która pozwala na określenie daty powstania sztandaru.